# Liri
Liri (łac. Liris, wcześniej Clanis; gr. Λεῖρις) − jedna z głównych rzek środkowych Włoch uchodząca do Morza Tyrreńskiego w pobliżu Minturno pod nazwą Garigliano. 
Liri wypływa u stóp góry Monte Camiciola (1701 m n.p.m.) w paśmie Monti Simbruini środkowych Apeninów w regionie Abruzja, w pobliżu jeziora Fucino, które dawniej uważano za jej podziemne źródło. Początkowo płynie w kierunku południowo-wschodnim, długą rynnową doliną, równolegle do głównego pasma Apeninów, aż do miasteczka Sora. 

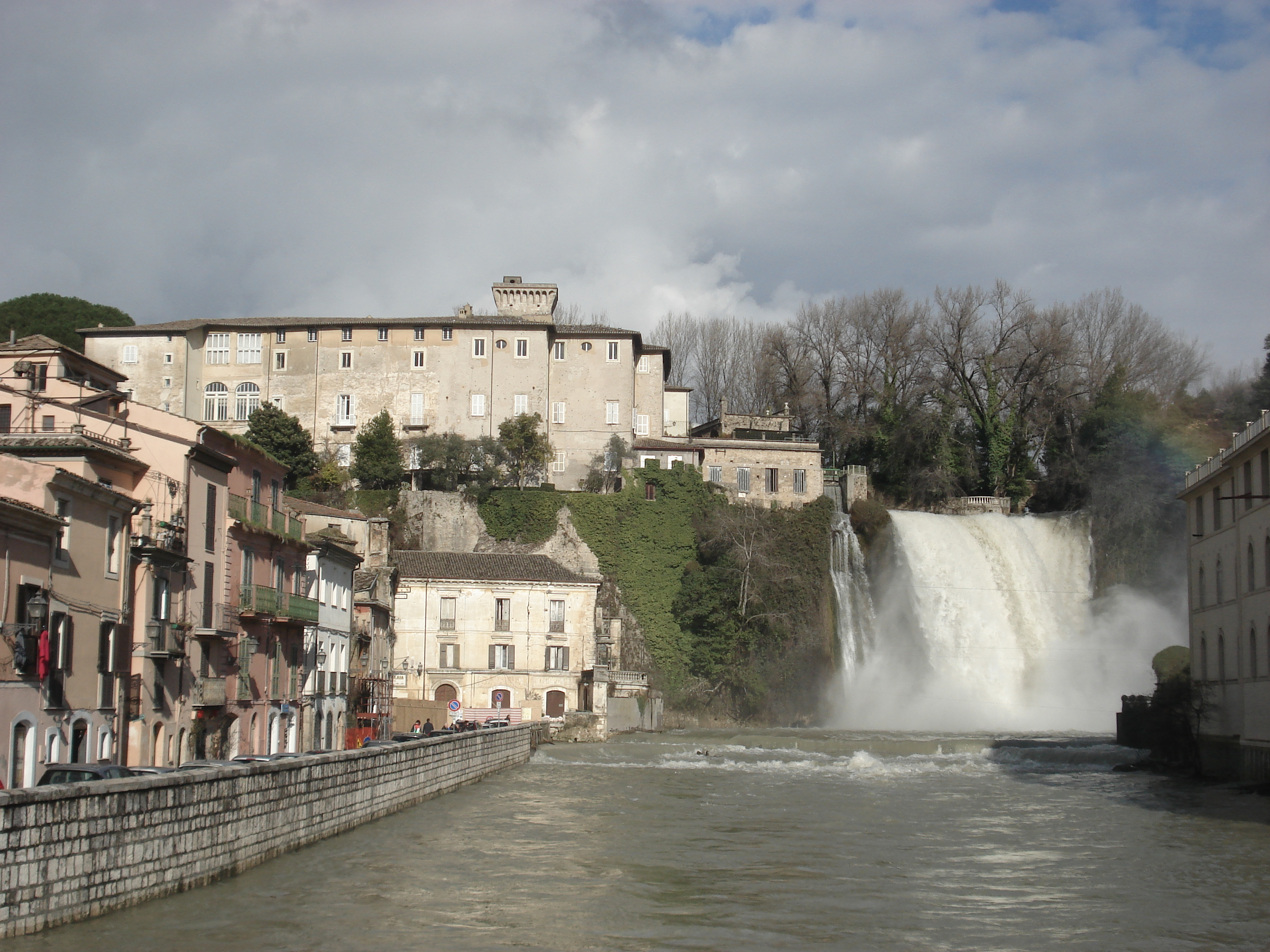
Wodospad na Liri w Isola del Liri

W miejscowości Isola del Liri rzekę zasilają wody Fibreno, po czym nurt rozdwaja się, by połączyć ponownie otaczając dolną część miasta (Isola del Liri to Wyspa Liri). Lewa odnoga spada z wysokości 28 metrów, tworząc malowniczy wodospad w centrum miasta. 
Przy połączeniu z rzeką Sacco w Ceprano wzniesiona została zapora z elektrownią wodną. Ostatnim większym dopływem Liri jest Melfa, która wpada w pobliżu Aquino. Zaraz za miastem Cassino rzeka łączy się z wodami Rapido (inna nazwa Gari) i stąd aż do morza płynie jako Garigliano.

## Historia
Zarówno Strabon jak i Pliniusz Starszy twierdzą, że wcześniej rzeka nosiła miano Clanis, którą to nazwę nosiło wiele rzek Italii (Clanio i Lagni); pierwszy z nich omyłkowo umieszcza jej źródła w kraju Westynów; opinię tą podziela również Lukan. O Liris wspominało wielu rzymskich poetów, którzy opisywali ją jako nadzwyczaj delikatny, spokojny strumień, co dobrze oddaje jej charakter w dolnym biegu.
U ujścia Liris w pobliżu Minturnae znajdował się rozległy święty gaj poświęcony Maricy, nimfie lub miejscowej bogince, która − zgodnie z tradycją przekazaną nam przez Wergiliusza − miała być matką Latynusa, choć inni utożsamiali ją z Kirke. Gaj i świątynia były przedmiotem adoracji nie tylko mieszkańców pobliskiego Minturnae, ale również Rzymian. 
Wiosną 1944 roku dolina Liri była widownią ciężkich walk, które miały otworzyć sprzymierzonym drogę na Rzym.